# Alien Swarm
Az Alien Swarm (szabad fordításban: idegen raj) egy 3D-s felülnézetes akciójáték a Valve Corporation-tól. A játék az Unreal Tournament 2004-hez készült Alien Swarm modifikáció ugyanazon csapat által fejlesztett remake-je.

## Történet
A jelenleg egyetlen, fejlesztők által készített küldetéssorozatban a Jacob's Rest-ben (szabad fordításban: Jákob Menedéke) 2052-ben egy agresszív idegen faj lerohan egy kolonizált bolygót. Az esetleges túlélők felkeresésére és a kolónia megsemmisítésére tengerészgyalogosokat küldenek a bolygóra. Az osztag tagjai lassan rájönnek hogy az inváziót senki sem élte túl. A kolóniát, hogy az űrlények szaporodását megakadályozzák, egy termonukleáris bombával robbantják fel. A detonáció előtt egy űrhajóban elhagyják a bolygót.

## Játékmenet
Alaphelyzetben 4 játékos csatlakozik egy kooperatív játékhoz. A cél, hogy a folyamatosan támadó űrlények közt csapatmunkával átverekedjék magukat science-fiction környezetben játszódó pályákon. A játékosok 40 különböző fegyver közül válogathatnak. Emellett fejlődési rendszert, feloldható tartalmakat és teljesítményeket ("achivement") is megtalálhatunk a játékban.

### Osztályok
Az Alien Swarm különböző karakterosztályokra épül. A választott osztály (angolul class) határozza meg a karakter kinézetét, képességeit, az általa használt fegyvereket, harci technikákat és a szerepét a csapatban. A játékos 4 osztály közül választhat, ezek a Medic (Szanitéc), a Tech (Mérnök), az Officer (Tiszt) és a Special Weapons (Nehézfegyveres). Mindegyik osztály 2 választható karaktert tartalmaz.
Officer/Tiszt
Általános sebzési és ellenállási bónuszt ad a közelében lévő csapattársaknak. Hozzáférhet az osztályára korlátozott gránátvetős sörétes puskához, valamint tekintélyes mennyiségű robbanóanyaghoz. Az osztály választható karakterei Sarge és Jaeger.
Special Weapons/Nehézfegyveres
A csapat erőembere, egy erős, nagy tárkapacitású, automata-célzással rendelkező gépfegyvert használ. Megfelelő szinttel rendelkező Nehézfegyveres golyószórókat is használhat. Az osztály választható karakterei Wildcat és Wolfe.
Medic/Szanitéc
Képes csapattársai gyógyítására úgynevezett healing beaconök (egy "gyógyító buborékot" létrehozó eszköz) és gyógyító sugarakat kibocsátó fegyverei segítségével. Az osztály választható karakterei Faith és Bastille.
Tech/Mérnök
Gyorsabban hegeszti be az ajtókat és gyorsabban állítja fel a Sentry Gunokat (automatizált gépágyúkat) mint a többi osztály. Mozgásérzékelőt hord magánál, valamint az osztályok közül egyedül csak ő képes bizonyos, a misszió teljesítéséhez szükséges, feladatok elvégzésére. Ezen kívül csak számára elérhető a bénító gránát. Az osztály választható karakterei Crash és Vegas.

## Fejlesztés
Az Alien Swarm először 2005-ben, Alien Swarm: Infested név alatt került bejelentésre az Unreal Tournament 2004 modifikáció Source motort használó folytatásaként. Azonban 2007 végére a fejlesztői blogot nem frissítették tovább így a fejlesztés állapota bizonytalanná vált. 2010 júliusában az Alien Swarm bejelentésével kiderült hogy a Valve az eredeti modot készítő csapatot szerződtette a fejlesztés befejezésére.

### Source SDK
Az Alien Swarm teljes forráskódját tartalmazó Source SDK (Source Software Development Kit azaz Source Szoftver Fejlesztői Csomag) a játékkal együtt került megjelentetésre. Ez a programcsomag minden felhasználó számára lehetővé teszi a új tartalmak (például új pályák és modifikációk) létrehozását.
Az SDK emellett tartalmazza a TileGen-t, egyfajta leegyszerűsített pályakészítő programot ami többek között abban különbözik a más Source motorra épülő játékokhoz használt Valve Hammer Editor-tól hogy a pályák előregenerált részekből építhetők fel. A TileGen azonban nem helyettesíti a Hammer Editort mivel a pályák finomhangolásához és publikálásához elengedhetetlen ez a program.